# ヴァージン・MVR-02
ヴァージン・MVR-02 (Virgin MVR-02) は、ヴァージン・レーシングが2011年のF1世界選手権参戦用に開発したフォーミュラ1カー。2011年の開幕戦から最終戦まで使用された。

## 概要
2010年シーズン用のマシンはVR-01であるが、2011年シーズンからロシアの自動車企業である「マルシャ」がチームに資本参加するため、マシン名に「M」が加えられてMVR-02となる。
新車発表会は2011年2月7日にロンドンのBBCテレビセンターで行われた。MVR-02はVR-01と同様に風洞を使用せず、コンピュータ上の数値流体力学 (CFD) のみで設計された。テクニカルディレクターのニック・ワースは「昨年の問題を全て解決した」と述べている。
コスワース製V8エンジンにエクストラック製ギアボックスというカスタマーパッケージはVR-01と変わらない。KERSは搭載しない。
ノーズの形状は偏平になったが、先端の高さは低めに設定している。リアエンドはVR-01よりもタイトに設計されている。ホイールベースは100mm延長されたが、全長は350mm短くなっている。

## 記録
| 年   | No. | ドライバー   | 1   | 2   | 3   | 4   | 5   | 6   | 7   | 8   | 9   | 10  | 11  | 12  | 13  | 14  | 15  | 16  | 17  | 18  | 19  | ポイント | ランキング |
| 年   | No. | ドライバー   | AUS | MAL | CHN | TUR | ESP | MON | CAN | EUR | GBR | GER | HUN | BEL | ITA | SIN | JPN | KOR | IND | ABU | BRA | ポイント | ランキング |
| ---- | --- | ------------ | --- | --- | --- | --- | --- | --- | --- | --- | --- | --- | --- | --- | --- | --- | --- | --- | --- | --- | --- | -------- | ---------- |
| 2011 | 24  | グロック     | NC  | 16  | 21  | DNS | 19  | Ret | 15  | 21  | 16  | 17  | 17  | 18  | 15  | Ret | 20  | 18  | Ret | 19  | Ret | 0        | 12位       |
| 2011 | 25  | ダンブロシオ | 14  | Ret | 20  | 20  | 20  | 15  | 14  | 22  | 17  | 18  | 19  | 17  | Ret | 18  | 21  | 20  | 16  | Ret | 19  | 0        | 12位       |

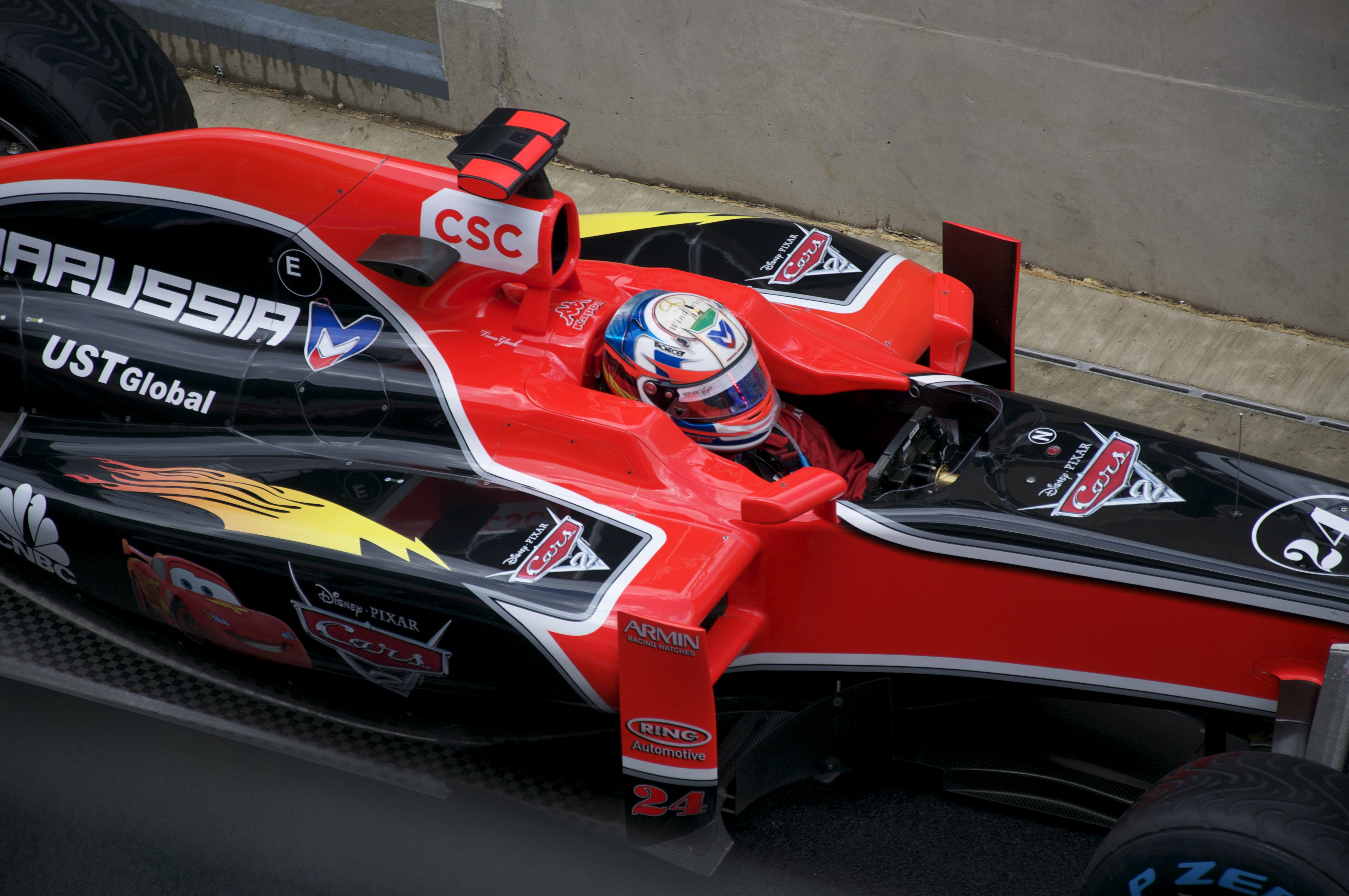
イギリスGPでは映画『カーズ2』のプロモーション仕様で走行した。

- 太字はポールポジション、斜字はファステストラップ。(key)